# War Machine (2017)
War Machine ist ein US-amerikanischer satirischer Kriegsfilm aus dem Jahr 2017, der auf dem Buch The Operators: The Wild and Terrifying Inside Story of America’s War in Afghanistan des Journalisten Michael Hastings basiert. Regie führte David Michôd, der auch das Drehbuch verfasste. In der Hauptrolle ist Brad Pitt zu sehen. Seine Premiere hatte der Film am 26. Mai 2017 beim Video-on-Demand-Anbieter Netflix.

## Handlung
Da der US-amerikanische Krieg in Afghanistan nicht wie geplant läuft, wird der bisherige militärische Befehlshaber entlassen und durch den Vier-Sterne-General Glen McMahon ersetzt. Der General wird nach Afghanistan gesandt, um den Krieg erfolgreich zu beenden. Er ist verantwortlich für die amerikanischen Streitkräfte und die der internationalen Koalition. Um eine Vorstellung davon zu bekommen, welche militärische Maßnahmen zu ergreifen sind, um den Krieg zu gewinnen, besucht er den afghanischen Präsidenten Hamid Karzai und durchstreift das Land. General McMahon stellt schnell fest, dass die US-Bemühungen, die lokale Bevölkerung zu trainieren und eine Demokratie zu etablieren, nicht sehr erfolgreich sind.
Obwohl seine politischen Gönner ihn überreden, keine zusätzliche Truppen zu fordern, entscheidet General McMahon, die als uneinnehmbar geltende Provinz Helmand einzunehmen und fragt 40.000 zusätzliche Truppen an. Durch die Einnahme Helmands und dann Kandahars will er das Vertrauen der lokalen Bevölkerung gewinnen. Präsident Barack Obama gibt nur 30.000 statt der 40.000 beantragten Soldaten frei und in einer Pressekonferenz gibt er bekannt, dass die US-Streitkräfte sich innerhalb von 18 Monaten aus Afghanistan zurückziehen würden. Deswegen muss McMahon mit seinen Mitarbeitern und einem Journalisten vom Rolling Stone durch Europa reisen, um zusätzliche Truppen von den Koalitionspartnern zu erhalten.
In Europa wird er von kritischen Politikern befragt. Ein Schlüsselmoment der Selbstfindungsstory General McMahons ist sein Auftritt in Berlin vor deutschen Politikern, bei denen er um die Entsendung weiterer Soldaten wirbt. Da der Flugverkehr in Europa nach dem Vulkanausbruch des Eyjafjallajökull behindert wird, verbringen die Mitarbeiter des Generals und der Journalist viel Zeit in Europa mit Trinken. Der Reporter enthüllt anschließend, wie abfällig der General und seine Mitarbeiter sich über die politische Führung äußerten.
General McMahon erhält die zusätzlichen Truppen aus Europa. Nach der enttäuschend verlaufenden Invasion der Helmand-Provinz wird der General entlassen und durch einen neuen Militärkommandanten namens Bob White ersetzt.

## Produktion
Der Film wurde vom US-amerikanischen Produktionsunternehmen Plan B Entertainment produziert. Gedreht wurde an verschiedenen Standorten in den Vereinigten Arabischen Emiraten, darunter Dubai, Ras Al Khaimah und Abu Dhabi. Es wurde auch bei Dunsfold Aerodrome in Surrey (England) gefilmt.
Die Charaktere Glenn McMahon und Greg Pulver basieren auf den realen Personen Stanley McChrystal und Michael Flynn. Die Schauspieler Brad Pitt und Scoot McNairy arbeiteten zuvor zusammen bei den Filmen Killing Them Softly (2012) und 12 Years a Slave (2013).
Die weltweiten Ausstrahlungsrechte für den Film sicherte sich der US-amerikanische Video-on-Demand-Anbieter Netflix im Juni 2015 für geschätzte 60 Millionen US-Dollar.

## Synchronisation
Die deutsche Synchronisation entstand nach einem Dialogbuch und unter der Dialogregie von Engelbert von Nordhausen im Auftrag der Studio Hamburg Synchron in Hamburg.
| Rolle                  | Schauspieler/in      | Deutsche Stimme        |
| ---------------------- | -------------------- | ---------------------- |
| Glen McMahon           | Brad Pitt            | Tobias Meister         |
| Willy Dunne            | Emory Cohen          | Tim Sander             |
| Andy Moon              | RJ Cyler             | Oliver Bender          |
| Matt Little            | Topher Grace         | Timmo Niesner          |
| Greg Pulver            | Anthony Michael Hall | Kevin Kraus            |
| Pete Duckman           | Anthony Hayes        | Daniel Johannes        |
| Cory Staggart          | John Magaro          | Christopher Kohn       |
| Sean Cullen            | Scoot McNairy        | Matthias Deutelmoser   |
| Ricky Ortega           | Will Poulter         | Sebastian Fitzner      |
| Billy Cole             | Lakeith Stanfield    | Benjamin Stöwe         |
| Dick North             | Josh Stewart         | Christoph Drobig       |
| Jeanie McMahon         | Meg Tilly            | Bettina von Nordhausen |
| Deutsche Politikerin   | Tilda Swinton        | Karin Buchholz         |
| Präsident Hamid Karzai | Ben Kingsley         | Robert Missler         |
| Badi Basim             | Aymen Hamdouchi      | Samir Fuchs            |
| Dick Waddle            | Nicholas Jones       | Frank-Otto Schenk      |

## Kritik
Der Film erhielt von Kritikern eher negative Bewertungen. Zeit Online bezeichnete den Film als „verunglückte Kriegssatire“ und kritisierte vor allem die schauspielerische Leistung Brad Pitts. Dabei wurde dessen Darbietung als „unbeholfen und übertrieben chargiert“ bezeichnet.
Auch Spiegel Online schloss sich dieser Kritik an und befand weiterhin: „Regie und Drehbuch gehen nicht ganz so in die Vollen wie Pitt mit seiner Darstellung. Oft wirkt Michods Film ratlos angesichts der komplexen Themen, wechselt mehrfach die Tonlage von schriller Satire zu gefühligem Drama, verrennt sich in Nebenstränge. Mehr dramaturgische Konzentration auf das Wesentliche hätte War Machine gutgetan.“